# Giuseppe Girometti

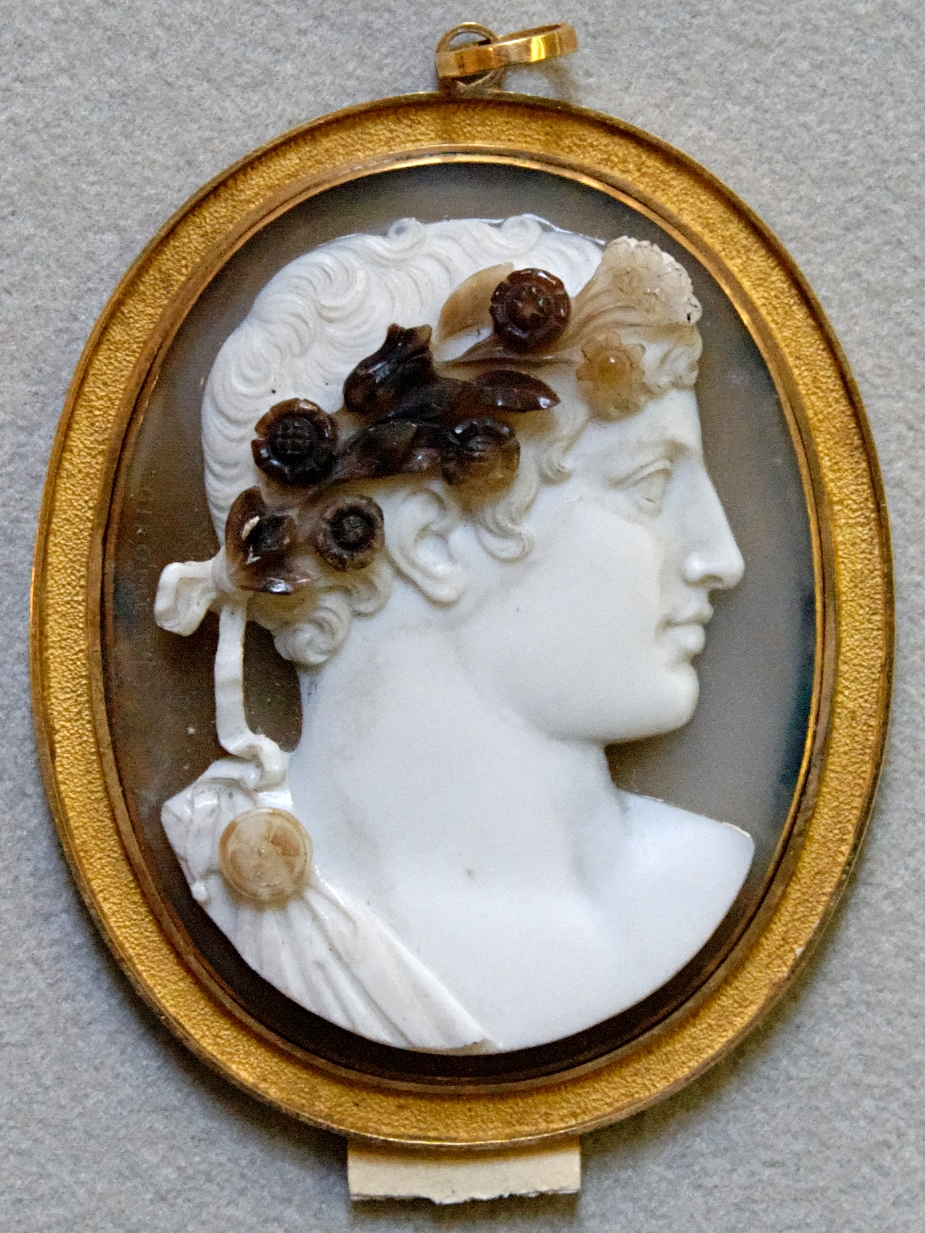
Allegoria della Primavera Cabinet des médailles de la Biblioteca nazionale di Francia, Parigi

Giuseppe Girometti (Roma, 7 ottobre 1780 – Roma, 17 novembre 1851) è stato un incisore italiano, operante nel campo della glittica nella prima metà dell'Ottocento. È stato anche apprezzato medaglista e incisore della Zecca Pontificia.

## Biografia
Non si hanno puntuali notizie biografiche su Giuseppe Girometti, se non quelle poche citate nell'elogio, quasi un catalogo delle sue opere di glittica, redatto da Pietro Ercole Visconti e pubblicato a Roma nel 1833. Da esso risulta comunque l'altissimo grado di maestria raggiunto nell'arte dell'intaglio, ad imitazione degli antichi secondo gli imperanti dettami estetici del Winckelmann, abilità per le quali fu apprezzato e ricercato da committenti di altissimo rango sociale, politico e religioso come nobili italiani e stranieri, cardinali, papi e imperatori.
Il Girometti teneva bottega a Roma, in via Del Corso 518
.
Papa Pio VII lo nominò incisore della Zecca Pontificia, insieme al Cerbara, e anche i suoi successori continuarono a commissionargli opere importanti sia per le occasioni ufficiali che per le proprie collezioni.
Il figlio Pietro Girometti (1811-1859) seguì le orme del padre, ma gli sopravvisse solo pochi anni. A volte le sue opere sono attribuite al padre, segno della abilità conseguita sotto la sua attenta guida.
Le loro piccole opere, per dimensioni ma grandissime per l'arte con cui sono realizzate, si trovano in tutti i più importanti musei del mondo.
Pietro eresse il monumento funebre del padre nella Basilica di Santa Maria del Popolo a Roma.
Il nome di Giuseppe è inoltre fra quelli proposti come identità del misterioso incisore delle Gemme Poniatowski, una collezione di oltre 2.500 gemme incise in stile neoclassico.

## Opere

### Cammei
- Allegoria della Primavera - Cabinet des médailles Biblioteca nazionale di Francia Parigi
- Nesso rapisce Deianira - sardonica - Metropolitan Museum of Art New York[3]
- Talia - onice - Metropolitan Museum of Art New York[4]
- Ritratti ordinati dal nobile lombardo Giovanni Battista Sommariva
- Maddalena - copia da Antonio Canova per G.B.Sommariva
- Tersicore  - copia da Antonio Canova per G.B.Sommariva
- Giovanni Battista Sommariva - ritratto commissionato da G.B.Sommariva copia del busto eseguito da Bertel Thorvaldsen nel 1817-18 custodito a Copenaghen
- Giove riceve l'ambrosia da Ebe - proprietà lord Darley Inghilterra - lodato da Giuseppe Antonio Guattani in Memorie enciclopediche di Antichità e Belle Arti
- Alessandro I ed Elisabetta - sardonica a sei strati - Museo Statale Ermitage San Pietroburgo[5]
- Ritratti ordinati dal Duca di Blacas d'Aulps ambasciatore a Napoli di Luigi XVIII
  - Licurgo
  - Eschine
  - Platone
  - Archimede
  - Demostene
  - Socrate
  - Pompeo Magno
  - Scipione africano
  - Terenzio
  - Virgilio
  - Raffaele Santi
  - Leonardo da Vinci
  - Cardinale Richelieu
  - Monsignor Bossuet
  - Grande Condè
  - Jean Racine
  - Jean-Baptiste Colbert
  - Niccolò Poussin
  - Le Sueur
  - La Fontaine
- Giove fulmina i Giganti - Gabinetto del Gran Duca di Toscana
- Perseo e Andromeda - Gabinetto del Gran Duca di Toscana
- Focione – commissionato da Pio VIII
- Pio VIII - ritratto commissionato dallo stesso Pio VIII
- omaggi alla pittura italiana 
  - Raffaello
  - Michelangelo
  - Leonardo da Vinci
  - Tiziano
  - Correggio

### Medaglie e conii
- ritrovamento del corpo di San Francesco
- Effigie di Pio VII retro piazza del popolo
- apertura e chiusura del Giubileo per Leone XII
- fonte del Valadier nella basilica Liberiana
- Giuseppe Canova per i parentali fatti dalla Accademia di S.Luca
- Giuseppe Canova altra medaglia
- Cardinale Ercole Consalvi in memoria retro con Pallade
- Giovanni Battista Nicolini sul retro Antonio Foscarini e il Doge suo padre - in memoria della rappresentazione a Firenze de “ Il Foscarini”
- Raffaello omaggio in occasione del ritrovamento delle sue spoglie traslate al Pantheon
- Possesso per Pio VIII
- Religione per Pio VIII
- Possesso per Leone XII
- Religione per Leone XII
- Gregorio XVI medaglie commemorative effigie di sul verso[6]: 
  - Anno VII recto Museum Gregorianus
  - Anno IX recto Mirabilis Deus
  - Anno X sacri recto Ubi indecora loco
  - Anno XI recto Beneficentia publica
  - Anno XIII recto Porto Terracina

## Incarichi e onorificenze
- incisore della Zecca pontificia con il Cerbara nominato da Papa Pio VII
- Professore della Pontificia Accademia di San Luca
- Cavaliere dell'ordine di San Gregorio Magno
- socio della Imperiale e Reale Accademia di belle arti di Firenze
- corrispondente della Reale Accademia di Anversa
- socio ordinario straniero della Reale Accademia di Berlino.